# Neopomacentrus
Neopomacentrus è un genere di pesci marini appartenenti alla famiglia Pomacentridae e alla sottofamiglia Pomacentrinae.

## Distribuzione e habitat
L'areale comprende l'Indo-Pacifico tropicale.
Sono pesci strettamente costieri. Vivono nei pressi delle barriere coralline e in gran parte sono legati ad ambienti a forte sedimentazione e non mancano in porti e baie riparate. N. aquadulcis e N. taeniurus sono eurialini e si possono trovare nelle acque da salmastre a completamente dolci.

## Descrizione
Sono pesci di piccola taglia, di solito attorno ai 10 cm o meno.

## Tassonomia
Il genere comprende 17 specie:
- Neopomacentrus aktites
- Neopomacentrus anabatoides
- Neopomacentrus aquadulcis
- Neopomacentrus azysron
- Neopomacentrus bankieri
- Neopomacentrus cyanomos
- Neopomacentrus fallax
- Neopomacentrus filamentosus
- Neopomacentrus fuliginosus
- Neopomacentrus metallicus
- Neopomacentrus miryae
- Neopomacentrus nemurus
- Neopomacentrus sindensis
- Neopomacentrus sororius
- Neopomacentrus taeniurus
- Neopomacentrus violascens
- Neopomacentrus xanthurus